# Daniela Sruoga

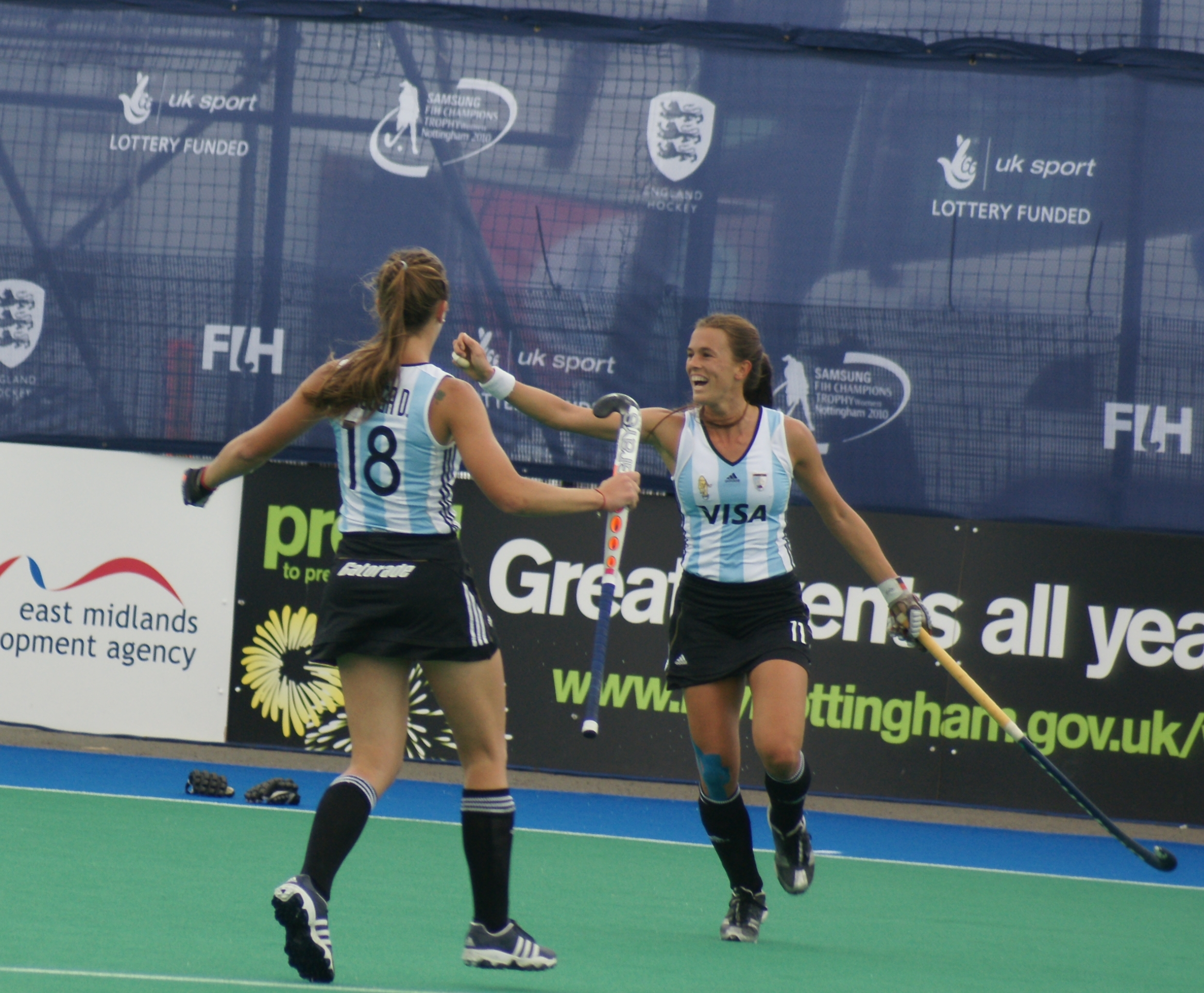
Daniela Sruoga mit der Rückennummer 18 gratuliert Carla Rebecchi zum Torerfolg. (2009)

Daniela Lucia Sruoga (* 21. September 1987 in Buenos Aires) ist eine ehemalige argentinische Hockeyspielerin. Sie gewann mit der argentinischen Nationalmannschaft bei den Olympischen Spielen 2012 die Silbermedaille und war Weltmeisterin 2010 sowie Weltmeisterschaftsdritte 2014.

## Sportliche Karriere
Die 1,71 m große Mittelfeldspielerin war von 2009 bis 2014 Mitglied der argentinischen Nationalmannschaft und bestritt 177 Länderspiele, in denen sie 11 Tore erzielte.
2010 war Argentinien gastgebende Nation bei der Weltmeisterschaft in Rosario. Die Argentinische Mannschaft gewann alle fünf Spiele der Vorrunde. Im Halbfinale besiegten die Argentinierinnen die deutsche Mannschaft mit 2:1 und im Finale gewannen sie mit 3:1 gegen die Niederländerinnen. 2011 nahm sie an den Panamerikanischen Spielen in Guadalajara teil, die Argentinierinnen unterlagen im Finale der Mannschaft aus den Vereinigten Staaten. Bei den Olympischen Spielen 2012 in London lagen nach der Vorrunde die Mannschaften aus Argentinien, Neuseeland und Australien nach Punkten gleichauf. Dank des besseren Torverhältnisses kamen die Argentinierinnen und die Neuseeländerinnen weiter. Im Halbfinale besiegten die Argentinierinnen die britische Mannschaft mit 2:1, im Finale unterlagen sie den Niederländerinnen mit 0:2. Im Juni 2014 fand die Weltmeisterschaft in Den Haag statt. Die Argentinierinnen belegten in der Vorrunde den zweiten Platz hinter dem Team aus den Vereinigten Staaten. Im Halbfinale unterlagen die Argentinierinnen den Niederländerinnen mit 0:4, das Spiel um den dritten Platz gewannen sie mit 2:1 gegen das US-Team.
Ihre jüngere Schwester Josefina Sruoga war ebenfalls argentinische Nationalspielerin und Mitglied der Olympiamannschaft 2012.